# David Patrick Kelly
David Patrick Kelly (Detroit, 23 de janeiro de 1951) é um ator americano mais conhecido por interpretar Luther em The Warriors.

## Principais trabalhos
- Asking For It (2021), Xerife Morrill
- A Conquista da Honra (2006) (Longa-metragem), Presidente Harry S.Truman
- Golpe Baixo (2005) (Longa-metragem)
- O Tempo de Cada Um (2002) (Longa-metragem)
- K-PAX - O Caminho da Luz (2001) (Longa-metragem)
- Sem Limites (1999) (Longa-metragem)
- O Último Matador (1996) (Longa-metragem), Doyle
- Procurando Encrenca (1996) (Longa-metragem), Fritz Boudreau
- Crooklyn - Uma Família de Pernas pro Ar (1994) (Longa-metragem)
- O Corvo (1994) (Longa-metragem)
- Malcolm X (1992) (Longa-metragem)
- Coração Selvagem (1990) (Longa-metragem)
- Rodas do Terror (1987) (Longa-metragem)
- Comando para Matar (Commando) (1985) (Longa-metragem)
- 48 Horas (1982) (Longa-metragem)
- Os Selvagens da Noite (The Warriors) (1979)